# Séverine Vincent
Séverine Vincent est une actrice française née en 1967. Elle est, en 1979, à l'âge de dix ans, la première interprète du rôle-titre dans le conte musical de Philippe Chatel Émilie Jolie.

## Biographie
Après avoir prêté sa voix à l'âge de dix ans pour la comédie musicale Émilie Jolie, elle passe une partie de son adolescence aux États-Unis.
Elle débute comme comédienne à 20 ans, se consacrant surtout au théâtre. Elle fait d'abord partie de la troupe de Francis Perrin entre 1995 et 1998, puis elle fonde la compagnie L'Égale à égaux avec Jean-Paul Bazziconi et Jean-Michel Adam.
Elle a fait la mise en scène de L'Unique et le Voyou et La Mégère apprivoisée.

## Filmographie
Sauf indication contraire, les informations mentionnées dans cette section peuvent être confirmées par les bases de données cinématographiques IMDb et Allociné,  présentes dans la section « Liens externes ».

### Cinéma
- 1987 : Once More - Encore[3] : « Immondice »
- 2000 : Martha… Martha[3] : Michèle
- 2005 : Coup de sang[2] : la femme du Secours populaire
- 2007 : Ensemble, c'est tout[2] : Jeanine

### Télévision
- 1995 : Maigret, épisode Maigret et la vente à la bougie : Madeleine[5]
- 1998 : Nestor Burma, épisode En garde, Burma ! : Fanette[6]
- 2008 : Plus belle la vie, épisode Le Retour de Nicolas : commissaire Patricia Grenier[7]
- 2017 : Les Témoins, les huit épisodes de la saison 2 : Audrey Solange[8]

### Doublage
- 1977 : La Machine de Paul Vecchiali : la voix d'Arlette[9]

## Théâtre
- 1980 : Athon (comédie musicale) : Oriana[10]
- 1984 : Émilie Jolie (conte musical) de Philippe Chatel[11] : Émilie Jolie
- 2008 : Qu'est-il arrivé à Bette Davis et Joan Crawford ?[2] : Bette Davis
- 2011: Gautier/Dumas Fracasse et d’Artagnan au pays des Tzars[12]

## Discographie
- Si c'était toi, chanson dans l'album Vraie de Corinne Hermès (Séverine Vincent a écrit les paroles)